# Dois Vizinhos
Dois Vizinhos là một đô thị thuộc bang Paraná, Brasil. Đô thị này có diện tích 418,32 km², dân số năm 2007 là 33955 người, mật độ 81,17 người/km².